# Japanischer Fußball-Supercup 2021
Der japanische Fußball-Supercup 2021 wurde am 20. Februar 2021 zwischen dem Japanischen Meister 2020 Kawasaki Frontale und dem Vizemeister Gamba Osaka ausgetragen. Da Kawasaki Frontale die Meisterschaft und den Kaiserpokal gewann, qualifizierte sich der Vizemeister Gamba Osaka für den Supercup.
| Paarung           | Kawasaki Frontale – Gamba Osaka |
| Ergebnis          | 3:2 (2:0) |
| Datum             | 20. Februar 2021 um 13:35 Uhr |
| Stadion           | Saitama Stadium 2002, Saitama |
| Zuschauer         | 4208 |
| Schiedsrichter    | Yusuke Araki |
| Tore              | 1:0 Kaoru Mitoma (29.) 2:0 Kaoru Mitoma (33.) 2:1 Shin’ya Yajima (60.) 2:2 Patric (67., Elfmeter) 3:2 Yū Kobayashi (90.+6') |
| Kawasaki Frontale | Jung Sung-ryong – Miki Yamane, Jesiel, Shōgo Taniguchi , Reo Hatate – João Schmidt (64. Kōki Tsukagawa) (90+1. Shintarō Kurumaya), Ao Tanaka, Yasuto Wakizaka (64. Kento Tachibanada), Akihiro Ienaga (83. Daiya Tōno), Kaoru Mitoma (72. Tatsuya Hasegawa), Leandro Damião (72. Yū Kobayashi) Cheftrainer: Tōru Oniki |
| Gamba Osaka       | Masaaki Higashiguchi – Kōsuke Onose, Genta Miura , Shun'ya Suganuma, Hiroki Fujiharu – Yūki Yamamoto, Yōsuke Ideguchi, Shū Kurata (90. Ryū Takao) – Shin’ya Yajima (69. Leandro Pereira), Patric (81. Kazunari Ichimi), Shūhei Kawasaki (69. Tiago Alves) Cheftrainer: Tsuneyasu Miyamoto                              |

## Supercup-Sieger
| Kawasaki Frontale |
| Jung Sung-ryong Miki Yamane, Jesiel, Shōgo Taniguchi , Reo Hatate João Schmidt, Ao Tanaka, Yasuto Wakizaka, Akihiro Ienaga, Kaoru Mitoma Leandro Damião |
| Trainer: Tōru Oniki |
| außerdem: Kenta Tanno (Tor), Kento Tachibanada, Daiya Tōno, Tatsuya Hasegawa Yū Kobayashi, Kōki Tsukagawa, Shintarō Kurumaya                            |